# Friends (пісня Джастіна Бібера і BloodPop)
«Friends» (укр. Друзі) — пісня канадського співака і автора пісень Джастіна Бібера та американського продюсера звукозапису BloodPop. Вона написана Бібером, Джулією Майклз, Джастіном Трантером та BloodPop, а спродюсована Джошом Гудвіном і BloodPop. Пісня була випущена лейблами GENPOP Corp., RBMG Records, School Boy Records, Def Jam Recordings, Republic Records і Universal Music Group 17 серпня 2017 року. Це перший сингл Бібера, як провідного виконавця, що випущений протягом року, і перший з моменту виходу його синглу «Company» у березні 2016 року з його студійного альбому Purpose (2015). Пісня очолила чарти 5 країн і увійшла в першу десятку хіт-парадів ще 23 країн. Вона також досяг сягнула 20 сходинки в чарті Billboard Hot 100.

## Передумови
У липні 2017 Бібер виконав для фанатів частину пісні в аеропорту Мілана. 13 серпня 2017 року Бібер почав створювати ажіотаж навколо синглу за допомогою твітіння рядків пісні: «Can we still be friends» (укр. Чи можемо ми ще бути друзями). 14 серпня 2017 року Бібер оголосив про майбутній реліз у Твіттері та Instagram, та опублікував обкладинку пісні, на якій монохромно зображені двоє птахів, що розривають черв'яка та виразний жовтий заголовок «Friends», яку Джастін прокоментував: «Нова музика: четвер, полудень». Згодом Джулія Майклс і Джастін Трантер повідомили у своїх соціальних мережах, що вони разом працювали над синглом.

## Критичні оцінки
Г'ю Макінтайр з Forbes вважає, що «пісня чудово відполірована та ідеально підходить для того, щоб звучати на радіохвилях решту літа». Спенсер Корнгабер з The Atlantic називає пісню «глянсову електрою» і «щасливою дитиною пісні Eurythmics „Sweet Dreams (Are Made of This)“, що звернулася до суспільства за останні три десятиліття». Він зазначив, що BloodPop створив «наполегливий біт», «сувора віршово-розспівно-приспівна структура» і «безперервний безсловесний гачок». Джордан Сарджент зі Spin вважає, що чотири автори пісні «схоже, привселюдно кивають у такт цієї пісні», і що пісня «має такий же маленький барабанний ритм, що наповнює „Sorry“, а також розгорнуті вокальні контрточки». Бет Шиллідей з Hollywood Life дійшов висновку про те що: «Він [BloodPop's] має неймовірний ритм, який рухається між поп і EDM так бездоганно. Просто додайте сексуальний голос Бібера — і це рецепт музичної перемоги!» Бретані Спанос з Rolling Stone вважає, що Бібер «змінює напрямок тропікал-хаусу, який переважав у його попередніх сольних хітів, на поп-напрямок» у цій пісні. Мейв МакДермотт з USA Today наголосив, що пісня «нарешті, стала втечею Бібера з бездушної в'язниці його одноразових EDM-синглів». Ніколас Гаутман з Us Weekly назвав пісню «EDM-натхненним мотивом». Джордан Коулі з The Ringer назвав пісню «189 секунд стандартного вакуумного тарифу Бібера». Шеннон Карллін з Bustle розцінив трек як «літній джем» і відчував, що «це було гаряче, як пекло». Алісія Адешобі з International Business Times вважає, що пісня «накладена на EDM-біт». Філ Вітмер з Vice написав, що пісня «дуже звучить як синс-диско ремікс» на «Sorry», в якій «прогресія аккордів точно така ж». Беатріс Газлгерст з Paper назвав пісню «безсоромним клубним банджером».

## Автори
Список авторів адаптовано з Tidal.
- Джастін Бібер — автор пісні
- BloodPop — автор пісні, продюсування, клавішні, бек-вокал, бас, синтезатор
- Джулія Майклс — автор пісні, бек-вокал
- Джастін Трантер — автор пісні
- Джош Гудвін — продюсування, інжиніринг, інженер звукозапису
- Майкл Фріман — асистент зведення
- Спайк Стент[en] — зведення

## Чарти
| Чарт (2017)                               | Найвища позиція |
| ----------------------------------------- | --------------- |
| Аргентина (Monitor Latino)                | 16              |
| Австралія (ARIA)                          | 2               |
| Австрія (Ö3 Austria Top 75)               | 2               |
| Бельгія (Ultratop Flanders)               | 15              |
| Бельгія (Ultratop Wallonia)               | 27              |
| Бразилія (Billboard Hot Pop & Popular)    | 14              |
| Болгарія (IFPI)                           | 8               |
| Канада (Canadian Hot 100)                 | 4               |
| Коста-Рика (Monitor Latino)               | 18              |
| Хорватія (HRT)                            | 10              |
| Чехія (Singles Digitál Top 100)           | 3               |
| Данія (Tracklisten)                       | 1               |
| Euro Digital Songs (Billboard)            | 3               |
| Фінляндія (Suomen virallinen lista)       | 2               |
| Франція (SNEP)                            | 8               |
| Німеччина (Official German Charts)        | 5               |
| Німеччина (Airplay Chart)                 | 2               |
| Греція Digital Songs (Billboard)          | 2               |
| Угорщина (Rádiós Top 40)                  | 23              |
| Угорщина (Single Top 40)                  | 5               |
| Угорщина (Stream Top 40)                  | 3               |
| Ірландія (IRMA)                           | 4               |
| Ізраїль (Media Forest TV Airplay)         | 1               |
| Італія (FIMI)                             | 10              |
| Японія (Japan Hot 100)                    | 22              |
| Японія Hot Overseas (Billboard)           | 2               |
| Латвія (Latvijas Top 40)                  | 4               |
| Ліван (Lebanese Top 20)                   | 1               |
| Литва (M-1 Top 40)                        | 13              |
| Малайзія (RIM)                            | 5               |
| Мексика (Billboard Ingles Airplay)        | 1               |
| Нідерланди (Dutch Top 40)                 | 6               |
| Нідерланди (Mega Top 50)                  | 11              |
| Нідерланди (Mega Single Top 100)          | 5               |
| Нова Зеландія (RIANZ)                     | 2               |
| Норвегія (VG-lista)                       | 1               |
| Польща (Polish Airplay Top 100)           | 43              |
| Португалія (AFP)                          | 6               |
| Шотландія (Official Charts Company)       | 4               |
| Словаччина (IFPI)                         | 27              |
| Словаччина (Singles Digitál Top 100)      | 1               |
| Словенія (SloTop50)                       | 16              |
| Іспанія (PROMUSICAE)                      | 3               |
| Швеція (Sverigetopplistan)                | 2               |
| Швейцарія (Media Control AG)              | 3               |
| Велика Британія (Official Charts Company) | 2               |
| США (Billboard Hot 100)                   | 20              |
| США (Adult Contemporary) (Billboard)      | 28              |
| США (Adult Top 40) (Billboard)            | 17              |
| США (Hot Dance Club Songs) (Billboard)    | 42              |
| США (Mainstream Top 40) (Billboard)       | 11              |
| США (Rhythmic) (Billboard)                | 19              |

## Сертифікації
| Регіон | Сертифікація | Продажі |
| --- | ------------ | ------- |
| Австралія (ARIA) | Платиновий   | 70 000  |
| Бельгія (BEA) | Золотий      | 15 000  |
| Канада (Music Canada) | Платиновий   | 0       |
| Данія (IFPI Denmark) | Золотий      | 45 000  |
| Італія (FIMI) | Платиновий   | 50 000  |
| Нова Зеландія (RIANZ) | Золотий      | 15 000  |
| Іспанія (PROMUSICAE) | Золотий      | 20 000  |
| Швеція (IFPI Sweden) | Золотий      | 20 000  |
| Велика Британія (BPI) | Срібний      | 200 000 |
| США | None         | 137,419 |
| *продажі, що базуються лише на сертифікаціях · ^відвантаження, що базуються лише на сертифікаціях · продажі+прослуховування, що базуються лише на сертифікаціях |              |         |

## Історія випуску
| Регіон          | Дата           | Формат(и)              | Лейбл(и)                                                            | Прим.  |
| --------------- | -------------- | ---------------------- | ------------------------------------------------------------------- | ------ |
| Світ            | 17 серпня 2017 | Цифрове завантаження   | Republic Records                                                    | [ 24 ] |
| Італія          | 18 серпня 2017 | Contemporary hit radio | Universal Music Group                                               | [ 88 ] |
| Велика Британія | 19 серпня 2017 | Contemporary hit radio | Virgin EMI                                                          | [ 89 ] |
| США             | 22 серпня 2017 | Contemporary hit radio | RBMG Records School Boy Records Def Jam Recordings Republic Records | [ 90 ] |
| США             | 22 серпня 2017 | Rhythmic contemporary  | RBMG Records School Boy Records Def Jam Recordings Republic Records | [ 91 ] |